# Келлер, Дэвид Генри
Дэвид Генри Келлер (англ. David Henry Keller, M.D., 23 декабря 1880 — 13 июля 1966) — американский психиатр, автор многих научных и научно-фантастических произведений.

## Биография
Дэвид Генри Келлер родился 23 декабря 1880 года в Филадельфии. Окончил медицинский факультет Пенсильванского университета. Специализировался в области психоанализа, издал несколько работ, посвященных сексуальному поведению человека. Во время Первой мировой войны работал над проблемой «военных психозов», опубликовал множество специальных работ по этой теме.
В качестве хобби доктор Келлер занимался генеалогическими изысканиями и написанием фантастических рассказов, которые долго и безуспешно пытался опубликовать в различных pulp-журналах — до тех пор, пока ему не попался на глаза один из первых номеров «Amazing Stories». Этот журнал не только принял его рассказы, но и вскоре сделал его одним из самых публикуемых своих авторов — Хьюго Гернсбек считал его классиком научной фантастики, и это как раз тот случай, когда его точку зрения разделяли даже его оппоненты.
Дебютный рассказ доктора Келлера «Восстание пешеходов» («The Revolt of Pedestrains», опубликован на русском языке) появился в феврале 1928 года. Уже в летнем номере «Amazing Stories Quarterly» того же года был опубликован целый цикл из четырех детективно-фантастических рассказов о сыщике Тэйне (цикл был потом продолжен), затем публикации произведений Келлера стали привычным украшением очередных номеров научно-фантастических журналов. Кроме того, Келлер активно сотрудничал с журналом «Weird Tales», для которого писал рассказы ужасов — и многие из них, благодаря его глубокому знанию человеческой психологии, по литературным достоинствам оставляли далеко позади то, что он делал в области НФ.
В отличие от многих пришедших в фантастику «технарей», Келлер не разделял восторженный взгляд на светлое «научное» будущее человечества. Многие из его произведений антиутопичны и пессимистичны. Это проявилось и в его крупных произведениях. В дебютном романе «Очеловеченные термиты» («The Human Termites», 1929) на людей напали социально организованные насекомые, в повести «Жизнь вечная» («Life Everlasting», 1934) людям приходится выбирать между личным бессмертием и способностью к размножению — и так далее.
В период становления научной фантастики как самостоятельного направления массовой литературы, творчество Дэвида Келлера оказало на неё весьма существенное «облагораживающее» воздействие, противопоставив ряду обычно поверхностных и литературно слабых текстов произведения интеллектуальные, точные по языку и в лучшем смысле этого слова профессиональные.
В 1940—1950-х годах лучшие рассказы Дэвида Келлера вышли в нескольких авторских сборниках. Романы его большей частью переизданы не были.
Несколько его рассказов были опубликованы под псевдонимами «Генри Сесил» (Henry Cecil) и «Эми Уорт» (Amy Worth).
Дэвид Генри Келлер скончался 13 июля 1966 года в Стродсбурге, штат Пенсильвания.

## Крупные произведения
- 1929 — «Очеловеченные термиты» («The Human Termites», «Science Wonder Stories», с продолжением с сентября по ноябрь)
- 1929 — «Мощный прожектор» («The Thought Projector», отдельной брошюрой)
- 1931 — «Железное проклятие» («The Metal Doom», «Amazing Stories», с продолжением с мая по июль)
- 1931 — «Прожектор времени» («The Time Projector», совместно с Дэвидом Лассером, «Wonder Stories», июль-август)
- 1940 — «Дьявол и доктор» («The Devil and the Doctor», отдельным изданием)
- 1949 — «Вечное противостояние» («The Eternal Conflict», отдельным изданием)
- 1949 — «Гомункулус» («The Homunculus», отдельным изданием)
- 1950 — «Решение за дамой» («The Lady Decides», отдельным изданием)

## Сборники
- 1939 — «Знак пылающего оленя» («The Sign of the Burning Hart»)
- 1939 — «Истории из подлеска» («Tales from Underwood»)
- 1947 — «Жизнь вечная» («Life Everlasting»)
- 1948 — «Охотники-одиночки и Бездна» («The Solitary Hunters & The Abyss», две повести)
- 1969 — «Фолсом Флинт» («The Folsom Flint»)
- 1978 — «Последний чародей» («The Last Magician»)